# Hermann Nehlsen

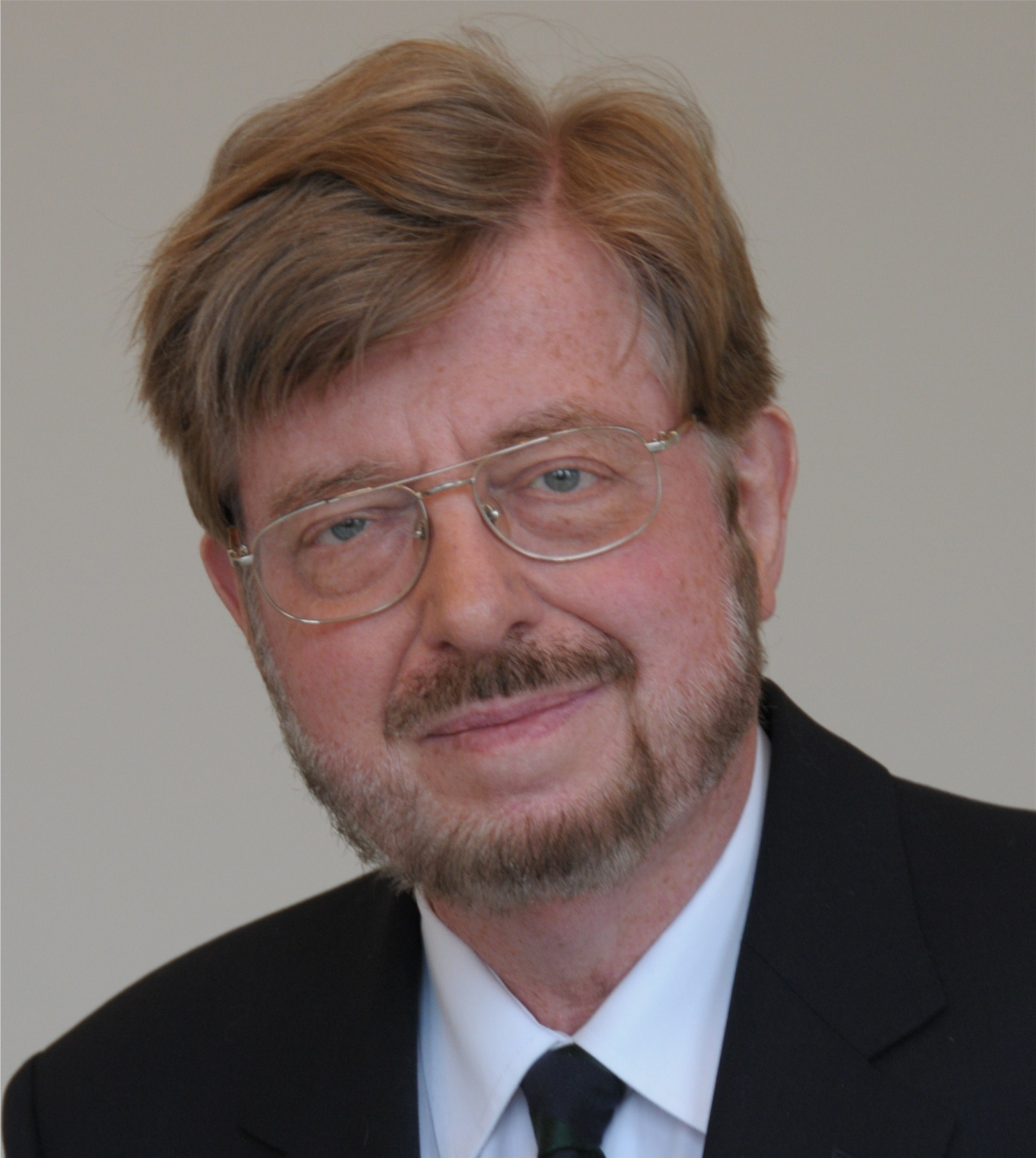
Hermann Nehlsen 2008

Hermann Nehlsen (* 15. August 1936 in Papenburg; † 2. Januar 2021 in Planegg) war ein deutscher Jurist und Rechtshistoriker.

## Leben
Nehlsen studierte Rechtswissenschaften an den Universitäten Hamburg, Innsbruck und Freiburg im Breisgau. Nach Ablegung des Ersten Juristischen Staatsexamens wurde er 1965 in Freiburg zum Dr. jur. promoviert mit einem Thema zur Frage der ständischen Herkunft des Patriziats und der Entstehung der großen Bürgervermögen, dargestellt am Beispiel der Freiburger Patrizierfamilie Snewlin.
Die Habilitation erfolgte an der Georg-August-Universität Göttingen im Sommer 1971 mit einer Untersuchung über germanisches und römisches Recht in den germanischen Rechtsaufzeichnungen, herausgearbeitet am Beispiel der rechtlichen und sozialen Stellung der Sklaven bei den germanischen Stämmen in der Spätantike und im frühen Mittelalter. Nach kurzer Tätigkeit als Privatdozent übernahm er 1973 den Lehrstuhl für Deutsche Rechtsgeschichte, Deutsches Privatrecht und Bürgerliches Recht an der Juristischen Fakultät der Ludwig-Maximilians-Universität München.
Zu den Arbeiten von Nehlsen zählte die Untersuchung zur Aktualität und Effektivität der Leges Barbarorum auf der Basis von spätantiken und frühmittelalterlichen Urkunden. Bis zu seiner Emeritierung zum 30. September 2004 gehörte er dem Vorstand des Leopold-Wenger-Instituts für Rechtsgeschichte an, wobei sich seine Aktivitäten im Rahmen des Instituts auf die Abteilung Deutsche und Bayerische Rechtsgeschichte richteten. Es entstand der Sammelband Untersuchungen zur bayerischen Rechtsgeschichte.
Zu seinen Forschungsschwerpunkten im Bereich der Rechtsgeschichte zählten die Geschichte der spätantiken und frühmittelalterlichen Rechtsquellen, der Einfluss des Alten und des Neuen Testaments auf die Rechtsentwicklung im frühen Mittelalter, die Entstehung des öffentlichen Strafrechts, spätantike und mittelalterliche Ständegeschichte, die Rechtsentwicklung unter dem Nationalsozialismus, erbrechtliche Fragen in Nachwirkung des Privatfürstenrechts. Auf dem Gebiet des Bürgerlichen Rechts war Nehlsen als Gutachter in Erbprozessen tätig, unter anderem für große Fürstenhäuser und bedeutende Unternehmer.
Nehlsen amtierte von 1990 bis 2009 im Vorstand als stellvertretender Vorstandsvorsitzender der Wissenschaft, Forschung und Kultur fördernden Kester-Haeusler-Stiftung in Fürstenfeldbruck. Seitens dieser Stiftung wurden rechtswissenschaftliche Projekte gefördert, unter anderem wurde dem Leopold-Wenger-Institut für Rechtsgeschichte eine – von der Kester-Haeusler Stiftung unter Federführung von Nehlsen aufgebaute – umfangreiche Bibliothek des Rechts der DDR gestiftet.
Als Vorstandsmitglied betreute Nehlsen weiterhin die dem Andenken des Komponisten Emanuel Moór (1863–1931) und dessen Bruders, des Malers Henrik Moór (1876–1940), verpflichtete Emanuel-und-Henrik-Moór-Stiftung. Zugleich wirkte Nehlsen als Vorstand der von der Tochter Henrik Moórs errichteten Anita Moór Stiftung.
Von 1995 bis 2001 war Nehlsen Vorstand der Weimarer Deutschen Schillerstiftung von 1859. Wegen seiner Verdienste um diese Stiftung wurde Nehlsen im Jahre 2000 zu deren Ehrensenator ernannt.
Nehlsen starb nach längerer Krankheit Anfang Januar 2021 im Alter von 84 Jahren.

## Ehrungen und Auszeichnungen
Im Jahr 2002 wurde Nehlsen wegen seiner Verdienste um Wissenschaft und Forschung und seines Einsatzes für die Lehre mit dem Verdienstorden der Bundesrepublik Deutschland (Verdienstkreuz am Bande) ausgezeichnet. 2010 wurde Nehlsen das Verdienstkreuz 1. Klasse verliehen.
Zum siebzigsten Geburtstag wurde Nehlsen die aus dem Kreis seiner Schüler – Hans-Georg Hermann, Thomas Gutmann, Joachim Rückert, Mathias Schmoeckel, Harald Siems – herausgegebene Festschrift Von den Leges Barbarorum bis zum ius barbarum des Nationalsozialismus gewidmet.
Er wurde 2000 zum Ehrensenator der Deutschen Schillerstiftung von 1859 ernannt.

## Schriften (Auswahl)
- Bayerische Rechtsgeschichte vom frühen Mittelalter bis zum 20. Jahrhundert. Lang, Frankfurt am Main 2011.
- Sklavenrecht zwischen Antike und Mittelalter. Germanisches und römisches Recht in den germanischen Rechtsaufzeichnungen. Musterschmidt, Göttingen 1971.
- Die Freiburger Familie Snewlin. Rechts- und sozialgeschichtliche Studien zur Entwicklung des mittelalterlichen Bürgertums. Wagnersche Universitätsbuchhandl. Zimmer in Komm., Freiburg i. Br. 1967.